# 尹尚賓
尹尚賓（16世紀—16世紀），號斗菴，湖廣長沙府茶陵州人，明朝政治人物。

## 生平
尹尚賓是正德五年（1510年）的舉人，嘉靖五年（1526年）成進士，獲授戶部主事，陞署郎中管理鹽廠，有商人賄賂他，他不接受並按法處置，後來商人賂賄事發，只有他獲首輔稱讚，嘉靖十三年（1534年）外任貴州布政使司左參議。

## 引用
1. 1 2  民國《茶陵州志·卷十八·人物》：尹尚賓，號斗菴，嘉靖進士厯戶部主事、郎中理鹽廠，有商挾賂求私不聽，輒按以法，商賂他人，事覺尚賓獨皭然無污。
2. ↑  四庫全書《湖廣通志·卷三十五·選舉志》：舉人……正德五年庚午鄉試榜……尹尚賓 茶陵人
3. ↑  民國《茶陵州志·卷十七·選舉》：明進士 一十八名尹尚賓 字元夫，嘉靖丙戌龔用卿榜，授貴州參議，入鄉賢
4. ↑  四庫全書《湖廣通志·卷五十五·人物志》：尹尚賓，《姓譜》云茶陵人，嘉靖丙戌進士，授戶部主事，進郎中理鹽廠，有商挾賂求私不聽，商復賂他人，事覺尚賓皭然無所污，冢宰許讚每亟稱。
5. ↑  《明世宗肅皇帝實錄·卷一百六十八》：（嘉靖十三年十月）丁酉陞……戶部署郎中尹尚賓俱布政使司左參議……尚賓貴州。